# Goniaeoidea
Goniaeoidea is een geslacht van rechtvleugeligen uit de familie veldsprinkhanen (Acrididae). De wetenschappelijke naam van dit geslacht is voor het eerst geldig gepubliceerd in 1920 door Sjöstedt.

## Soorten
Het geslacht Goniaeoidea omvat de volgende soorten:
- Goniaeoidea bicolor Sjöstedt, 1936
- Goniaeoidea griseipes Sjöstedt, 1921
- Goniaeoidea modesta Sjöstedt, 1920
- Goniaeoidea rufotestacea Sjöstedt, 1920